# Павлу, Тимофеос
Тимофеос Павлу (греч. Τιμόθεος Παύλου; 8 сентября 1994, Ларнака, Кипр) — кипрский футболист, защитник клуба «Омония 29М».

## Клубная карьера
Воспитанник клуба «Неа Саламина», в котором и начал профессиональную карьеру. Дебютировал в чемпионате Кипра 10 февраля 2013 года в матче против клуба «Анортосис», в котором вышел на замену на 89-й минуте вместо Вука Сотировича. В составе «Неа Саламины» Павлу провёл два сезона, будучи игроком ротации, а затем отыграл ещё два сезона в аренде в клубах второго дивизиона «Дигенис Ороклинис» и «Отеллос». В 2016 году он подписал контракт с другим клубом второго дивизиона АСИЛ, где выступал на протяжении двух сезонов. В 2018 году вернулся в «Неа Саламину».